# 防衛事業庁
防衛事業庁（ぼうえいじぎょうちょう、Defense Acquisition Program Administration）は、 大韓民国における国防部傘下の国家行政機関。防衛力の改善事業、兵器の調逹及び防衛産業育成に関する事業を管掌する事務を遂行する。2006年1月1日設置。日本における防衛装備庁に相当。

## 組織
- 庁長（次官級）
  - 代弁人
  - 防産技術統制官
  - 防衛事業監督官
  - 韓国型戦闘機事業団（2017年12月31日までの一時組織）
  - 次世代潜水艦事業団（2017年12月31日までの一時組織）
- 次長
  - 企画調整官
  - 財政情報化企画官
  - 監査官

### 下部組織
- 運営支援課
- 獲得企画局
- 防産振興局
- 分析試験評価局

### 所属機関
| - 事業管理本部 - 計画運営部 - 指揮偵察事業部 - 機動火力事業部 - 艦艇事業部 - 航空機事業部 - 誘導武器事業部 | - 契約管理本部 - 原価会計検証団 - 計画支援部 - 国際契約部 - 武器体系契約部 - 装備物資契約部 |

### 傘下機構
- KHP事業団
  - 企画調整チーム
  - 体系管理部
  - 民軍協力部